# Ferdynand II Hohenstein
Ferdynand II baron Hohenstein (ur. w 1681 lub 1682, zm. 3 kwietnia 1706).
Ferdynand II był jedynym synem drugiego barona Hohenstein Ferdynanda I i baronówny Anny Joanny Closen von Haidenburg i jednocześnie po mieczu prawnukiem przedostatniego Piasta cieszyńskiego Adama Wacława. Po śmierci ojca odziedziczył tytuł barona Hohenstein i przyznaną jeszcze dziadkowi Wacławowi Gotfrydowi rentę wynoszącą rocznie 400 guldenów. W chwili śmierci ojca był jeszcze małoletni, znalazł się więc pod opieką matki, a potem też i ojczyma (1 marca 1693 Anna Joanna wyszła ponownie za mąż w Bratysławie za Jana Wilhelma von Walterkirchen zu Wolfstahl). Ferdynand II od urodzenia cierpiał na padaczkę, która stała się przyczyną jego przedwczesnej śmierci w wieku zaledwie dwudziestu czterech lat. Nie zdążył się ożenić i nie miał potomstwa. Jeżeli uznamy linię baronów Hohenstein za Piastów Ferdynand II był ostatnim znanym męskim przedstawicielem tej dynastii.

## Patrylinealna linia pokrewieństwa
Linia pokrewieństwa, ukazująca pochodzenie Ferdynanda II Hohenstein od Piasta, legendarnego protoplasty dynastii.
1. Chościsko (według Galla Anonima)
2. Piast (IX w.)
3. Siemowit (?-pocz X w.)
4. Lestek (?-ok. 930/40)
5. Siemomysł (?-ok. 960)
6. Mieszko I (ok. 935-992)
7. Bolesław I Chrobry (966/67-1025)
8. Mieszko II Lambert (990-1034)
9. Kazimierz I Odnowiciel (1016-1058)
10. Władysław I Herman (1042/44-1102)
11. Bolesław III Krzywousty (1086-1138)
12. Władysław II Wygnaniec (1105-1159)
13. Mieszko I Plątonogi (przed 1146-1211)
14. Kazimierz I opolski (1178/79-1230)
15. Władysław opolski (ok. 1225-1281/82)
16. Mieszko cieszyński (1251/52-ok. 1315)
17. Kazimierz I cieszyński (2 poł XIII-ok. 1360)
18. Przemysław I Noszak (1332/36-1410)
19. Bolesław I cieszyński (po 1363-1431)
20. Bolesław II cieszyński (ok. 1428-1452)
21. Kazimierz II cieszyński (ok. 1449-1528)
22. Wacław II cieszyński (1488/96-1524)
23. Wacław III Adam (1524-1579)
24. Adam Wacław cieszyński (1574-1617)
25. Wacław Gotfryd Hohenstein (1602/18-po 1672)
26. Ferdynand I Hohenstein (po1640-przed 1693)
27. Ferdynand II Hohenstein (1681/82-1706)